# Kaunispää

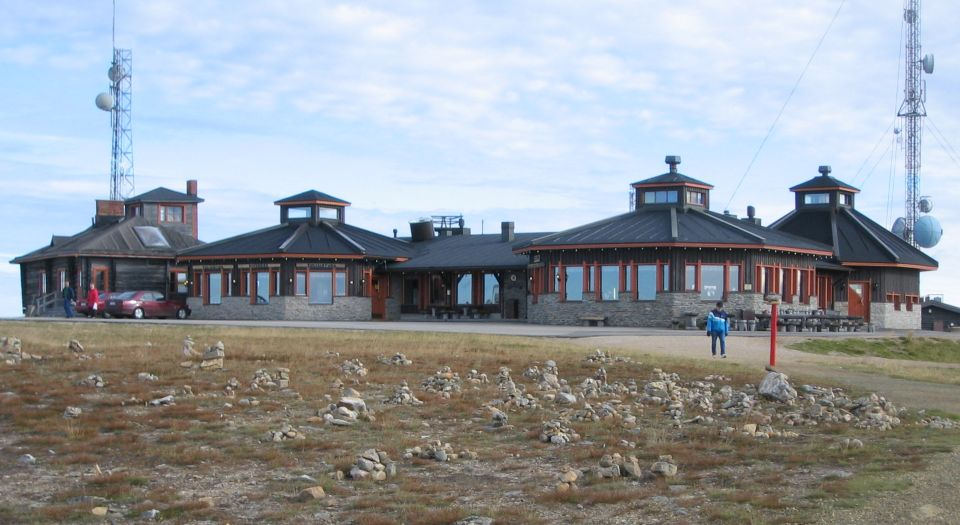
Den äldsta delen av byggnaden på bergets topp, med brandtorn, är den vänstra delen.

Kaunispää är ett 438 meter högt berg i Enare kommun i Finland, 255 kilometer norr om Rovaniemi. Det ligger intill Saariselkä turistcentrum och är ett av omkring femtio berg i Finland, som utnyttjas för turism. Under första halvan av 2010-talet har ett stort antal tomter planlagts för byggande på bergets södra sluttning.
År 1913 stod bilvägen mellan Sodankylä och Kyrö by i Ivalo klar och samtidigt byggdes en väg till toppen av berget. År 1931 var vägen till Linhammar i Petsamo klar, och på 1930-talet blev toppen av Kaunispää ett populärt resmål för Ivaloborna.
I november 1944 ägde hårda strider rum på Kaunispääs sluttningar under Lapplandskriget, varvid också byggnaderna på toppen (brandvaktstuga med brandtorn, ett stort skjul och några uthus) förstördes. År 1952 återuppfördes brandvaktstugan med brandtorn och kafé och turismen etablerades igen. Restaurangen och souvenirbutiken har sedan byggts ut vid tre tillfällen och 1971 togs Kaunispääs skidbackar i bruk, med skidliftar upp till toppen. Saariselkä turistcentrum, som ligger intill fjället, har utvidgats till Kaunispääs södra sluttningar, nästan upp till trädgränsen. Den 1,6 kilometer långa avfartsvägen till toppen av berget hålls öppen året runt. 
En drygt kilometer lång pulkabacke har också anlagts från toppen av Kaunispää.

## Bildgalleri

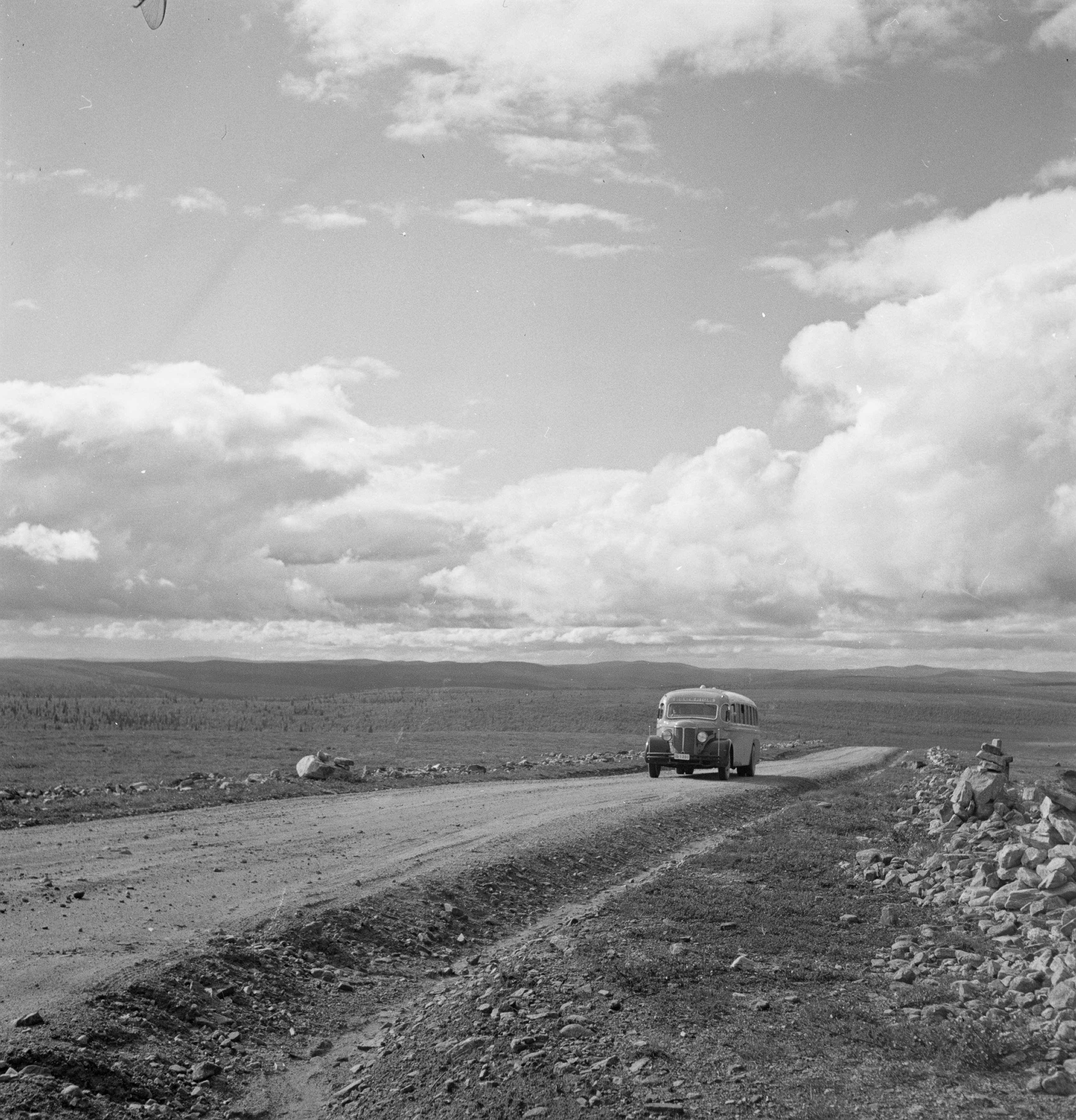
Finländsk postbuss på väg till Kaunispää, 1939
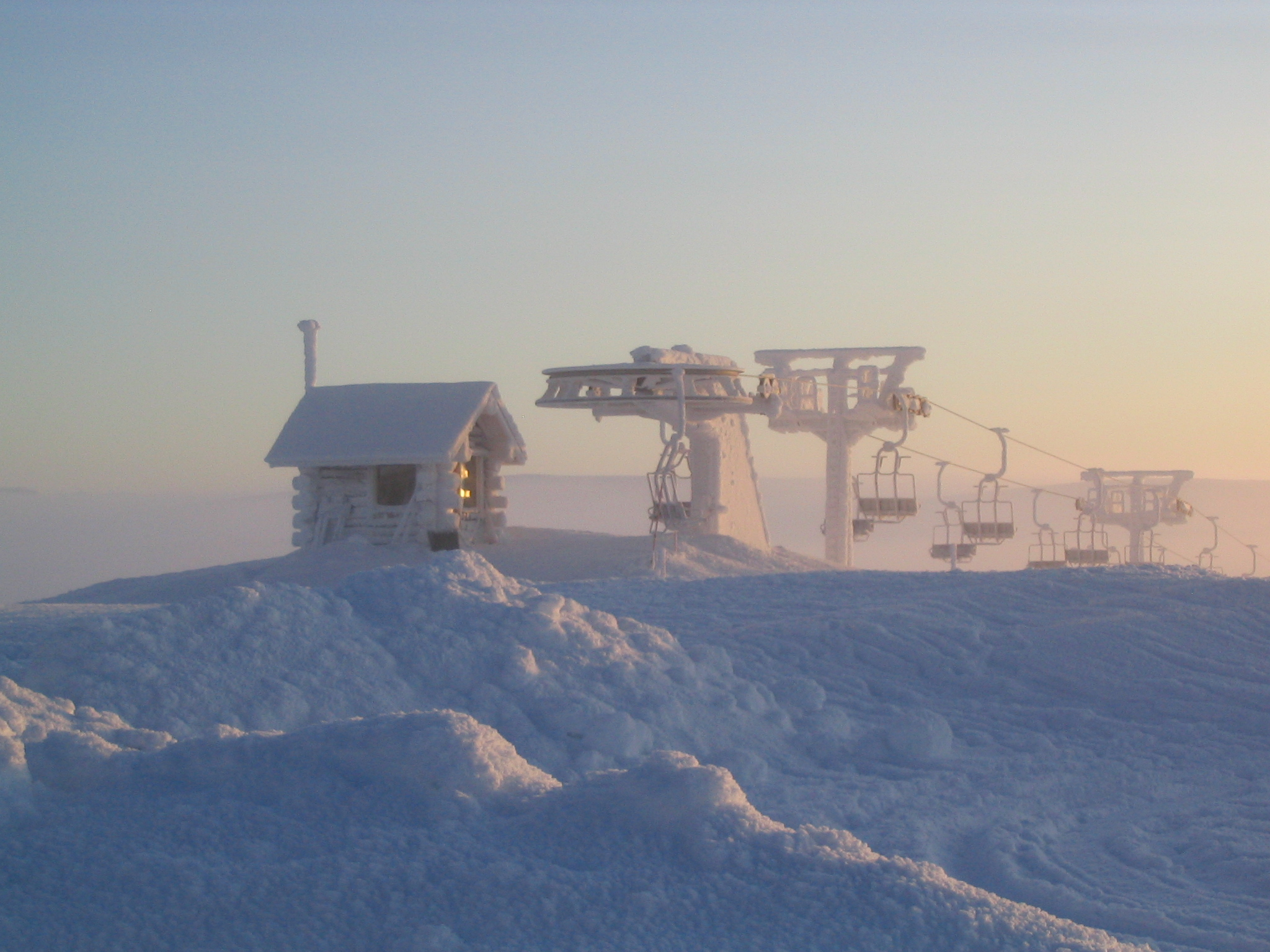
Skidliften
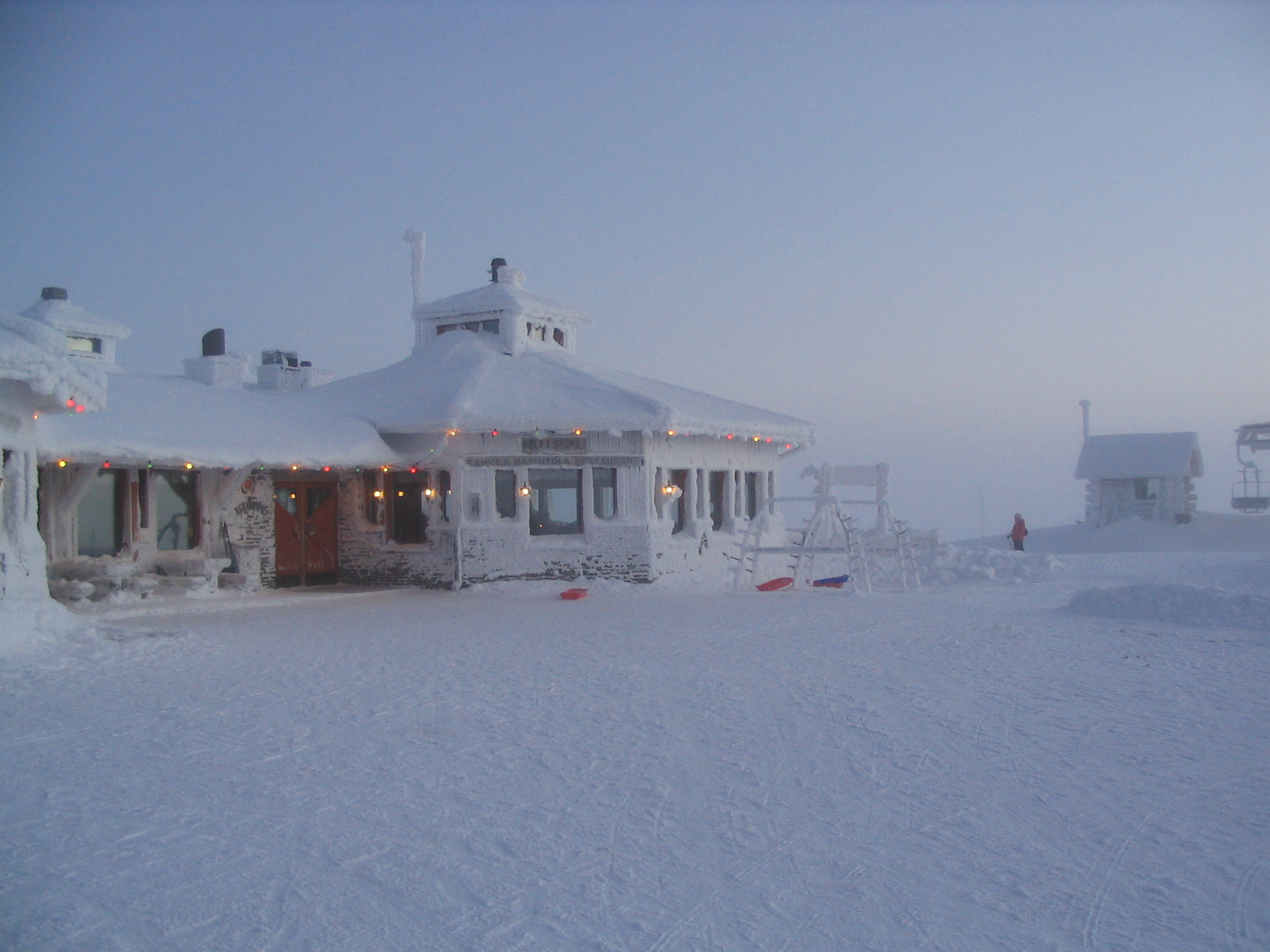
Restaurang Huippu (Toppen)
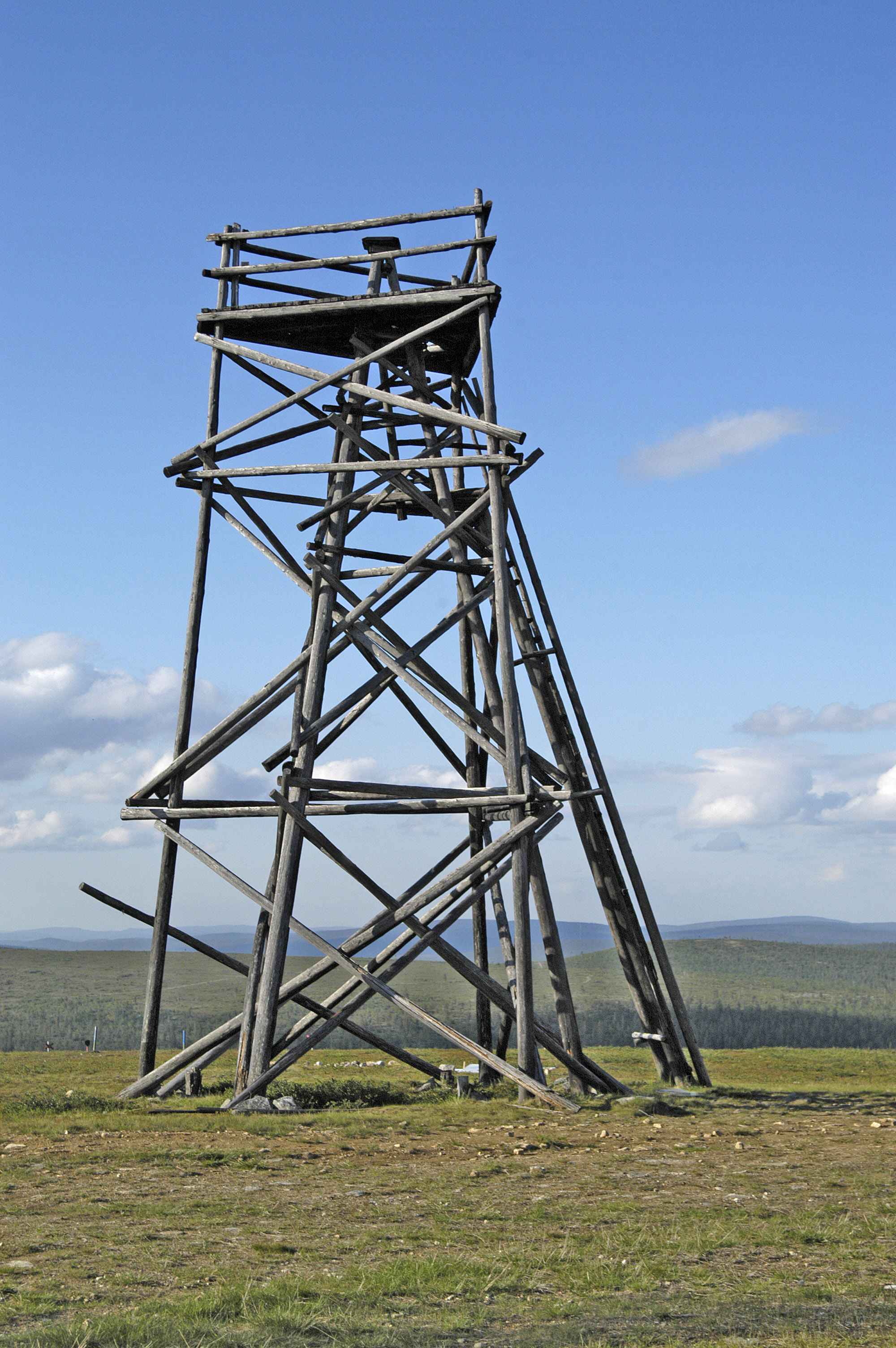
Det ursprungliga trianguleringstornet på Kaunispää, byggt på 1950-talet och rivet 2009
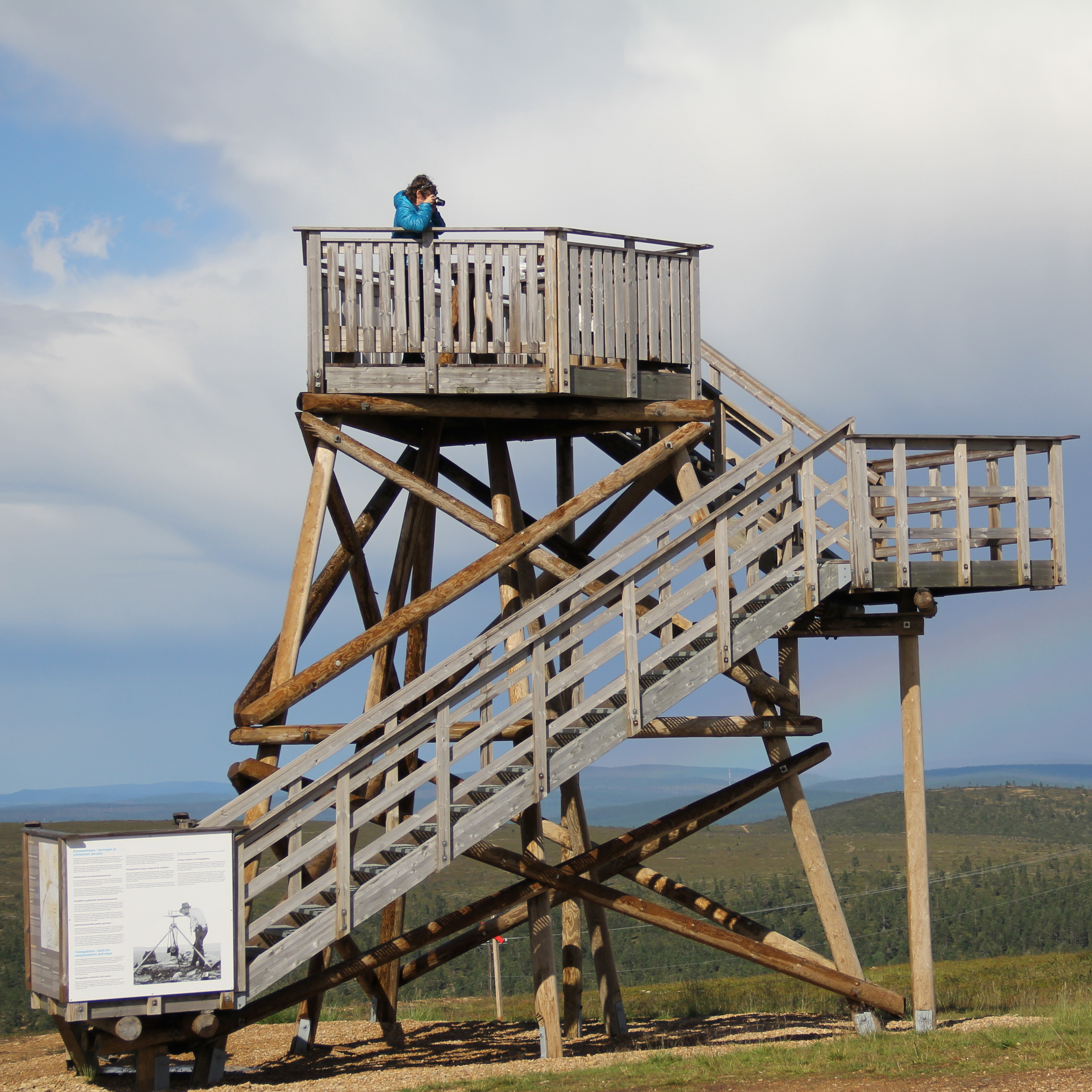
Kaunispääs nya triangulerings- och utsiktstorn, byggt 2011